# Palaeopyrochroa crowsoni
Palaeopyrochroa crowsoni es una especie de coleóptero de la familia Pyrochroidae.

## Distribución geográfica
Habita en el Báltico.